# سرکوب مردم لهستان توسط شوروی (۱۹۳۹-۱۹۴۶)
پس از تهاجم آلمان و شوروی به لهستان، که در سپتامبر ۱۹۳۹ رخ داد، قلمرو لهستان بین آلمان نازی و اتحاد جماهیر شوروی به نصف تقسیم شد. شوروی در آغاز تهاجم، دولت لهستان را به رسمیت نمی‌شناخت. از سال ۱۹۳۹، مقامات آلمان و شوروی سیاست‌ها و اقدامات سرکوب‌گرانهٔ خود را در رابطه با لهستان هماهنگ می‌کردند. برای نزدیک به دو سال پس از تهاجم، دو دولت اشغال‌گر به بحث در مورد طرح‌های دوجانبه برای مقابله با مقاومت لهستان در طول کنفرانس‌های گشتاپو-NKVD تا زمان عملیات بارباروسای آلمان، علیه اتحاد جماهیر شوروی در ژوئن ۱۹۴۱ ادامه داشت.
پیمان مولوتوف-ریبنتروپ شکسته شد و جنگ جدید شروع شد. شوروی قبلاً ۵۰۰٬۰۰۰ شهروند لهستانی را در منطقهٔ کرسی دستگیر و زندانی کرده بود. دستگیرشدگان شامل مقامات مدنی، پرسنل نظامی و به شوروی، سایر «دشمنان مردم» مانند روحانیون و مربیان لهستانی بودند و تقریباً از هر ده مرد بالغ، یک نفر، دستگیر شده بود. در مورد این‌که آیا سیاست‌های اتحاد جماهیر شوروی در آن زمان، خشن‌تر از سیاست‌های آلمان نازی بود، اختلاف‌نظر وجود دارد. حدود ۱۵۰٬۰۰۰ شهروند لهستانی توسط شوروی، سرکوب و کشته شدند.

## تبعید دسته‌جمعی به شرق

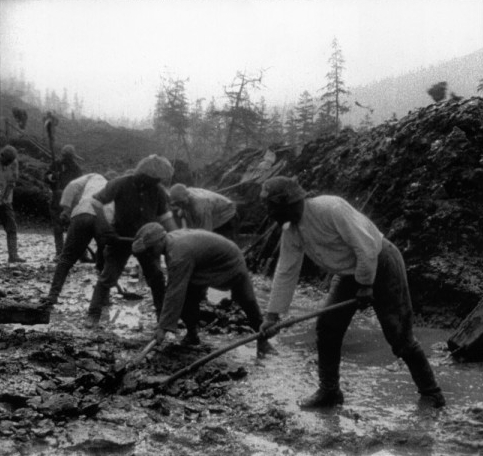
"جادهٔ استخوان ها" ساخته‌شده توسط زندانیان مستقر در اردوگاه‌های گولاگ شوروی، از جمله زندانیان دارای تابعیت لهستان

تقریباً ۱۰۰٬۰۰۰ شهروند لهستانی در طول دو سال اشغال شوروی دستگیر شدند. زندان‌ها به‌زودی به‌شدت شلوغ شدند و همهٔ زندانیان، متهم به فعالیت‌های ضدشوروی بودند. NKVD مجبور شد ده‌ها زندان موقت را در تقریباً تمام شهرهای منطقه باز کند. موج دستگیری‌ها و محکومیت‌های ساختگی به اسکان اجباری دسته‌های بزرگی از مردم (" کولاک‌ها"، کارمندان دولت لهستان، کارگران، اساتید دانشگاه، "اوسادنیک‌ها") در اردوگاه‌های کار گولاگ و شهرک‌های ویژهٔ تبعیدی‌ها در مناطق دورافتادهٔ شوروی منجر شد. طی این دوره، شوروی در مجموع، تقریباً یک میلیون نفر را از لهستان به سیبری فرستاد. به گفتهٔ نورمن دیویس، نیمی از آن‌ها پیش از امضای پیمان سیکورسکی-مایسکی در سال ۱۹۴۱ مرده بودند. حدود ۵۵ درصد از تبعیدشدگان به سیبری و آسیای مرکزی شوروی، زنان لهستانی بودند.

## یادداشت
1. ↑  Telegrams sent by Schulenburg, German ambassador to the Soviet Union, from Moscow to the German Foreign Office: No. 317 بایگانی‌شده  در ۲۰۰۹-۱۱-۰۷ توسط Wayback Machine of 10 September 1939, No. 371 بایگانی‌شده  در ۲۰۰۷-۰۴-۳۰ توسط Wayback Machine of 16 September 1939, No. 372 بایگانی‌شده  در ۲۰۰۷-۰۴-۳۰ توسط Wayback Machine of 17 September 1939.
2. ↑  1939 wrzesień 17, Moskwa Nota rządu sowieckiego nie przyjęta przez ambasadora Wacława Grzybowskiego (Note of the Soviet government to the Polish government on 17 September 1939, refused by Polish ambassador Wacław Grzybowski).
3. ↑  "Terminal horror suffered by so many millions of innocent Jewish, Slavic, and other European peoples as a result of this meeting of evil minds is an indelible stain on the history and integrity of Western civilization, with all of its humanitarian pretensions" (Note: "this meeting" refers to the most famous third (Zakopane) conference).
4. ↑  "In the 1939-1941 period alone, Soviet-inflicted suffering on all citizens in Poland exceeded that of Nazi-inflicted suffering on all citizens.
5. ↑  Karta Centre, REPRESJE 1939-41 Aresztowani na Kresach Wschodnich بایگانی‌شده  در ۲۰۰۶-۱۰-۲۱ توسط Wayback Machine (Repressions 1939-41.
6. ↑  B. G. Smith.